# Jerzy Białłozor
Jerzy Białłozor herbu Wieniawa (ur. ok. 1622 – zm. 17 maja 1665) – biskup rzymskokatolicki, sekretarz królewski, senator I Rzeczypospolitej.

## Życiorys
Był synem Krysztofa, marszałka upickiego i starosty abelskiego.
Ukończył Akademię Wileńską. Jako proboszcz kaplicy św. Kazimierza w katedrze wileńskiej po potopie szwedzkim pożyczył część skarbca na potrzeby Rzeczypospolitej, czym wzbudził przychylność Jana II Kazimierza.
20 października 1655 roku podpisał ugodę kiejdańską podobnie jak pozostałe 1163 osoby które wyraziły zgodę na oddanie Wielkiego Księstwa Litewskiego Szwecji.. Na sejmie 1661 roku wyznaczony z Senatu komisarzem do zapłaty wojsku Wielkiego Księstwa Litewskiego. Na sejmie 1662 roku wyznaczony z Senatu komisarzem do zapłaty wojsku Wielkiego Księstwa Litewskiego.
Był inicjatorem odbudowy katedry wileńskiej po zniszczeniach wojny polsko-rosyjskiej 1654-1667.
W 1661 roku był delegatem Senatu na Trybunał Skarbowy Wielkiego Księstwa Litewskiego.
Pochowany w katedrze św. Stanisława i św. Władysława w Wilnie.